# Ofensiva Armatei României în Transilvania în 1916
Bătălia pentru Transilvania a avut loc în perioada 27 august -  25 octombrie 1916 și a fost una din operațiunile majore realizate de armata română în timpul Primului Război Mondial. A început ca o încercare a Armatei Române de a anexa Transilvania și ca o încercare de a scoate Austro-Ungaria din război. Deși inițial, ofensiva română în Transilvania a fost marcată de succes, ofensiva Bulgariei în Dobrogea a dus la retragerea unor efective importante ale Armatei Române din Transilvania și mutarea acestora pe frontul din Dobrogea. Acest lucru a dus la un contraatac de succes germano-austro-ungar, care s-a finalizat cu retragerea totală a trupelor române din Transilvania la sfârșitul lui noiembrie 1916.

## Desfășurare

### Ofensiva română (27 august-15 septembrie)
Pe 27 august 1916 trei armate române au trecut la atac traversând Carpații Meridionali, după care au intrat în Transilvania. Primele atacuri au fost încununate de succes, obligându-i pe austro-ungari să se retragă, dar, la mijlocul lui septembrie, germanii au transferat pe frontul transilvănean patru divizii, avansarea românilor fiind oprită. Rușii au deplasat la rândul lor în ajutorul românilor trei divizii, dar acești militari nu au fost aprovizionați corespunzător. 
Comitele (prefectul) de la Aiud informa în ediția 4 septembrie a ziarului Unirea că atacul României e reținut pe toată linia. Situația s'a îmbunătățit în mod simțitor și nu este motiv de spaimă și de refugiere în ruptul capului.
După predarea la 6 septembrie a trupelor române care au pierdut în Dobrogea Bătălia de la Turtucaia, la 15 septembrie, Consiliul român de război a hotărât să oprească ofensiva în Transilvania și să se concentreze pe distrugerea Grupului de Armate Mackensen în schimb (plan cunoscut sub numele Ofensiva Flămânda).
Mitropoliții Vasile Mangra de la Sibiu, respectiv Victor Mihaly de la Blaj, s-au refugiat la începutul lunii septembrie la Oradea. De acolo mitropolitul Mangra, împreună cu episcopii Ioan Papp și Miron Cristea, au emis circulara nr. 2062 din 21 septembrie 1916, în care au făcut reproșuri severe armatei române, calificată drept „ucigătoare de frați”. În scrisoarea respectivă se arată că soldații români, amețiți de făgăduielile lui Iuda, au desconsiderat cele mai vitale interese ale neamului și, sub cuvânt că vin „să ne slobozească”, vin să ne facă robi muscalilor.

### Contraofensiva Puterilor-Centrale (18 septembrie-29 noiembrie)

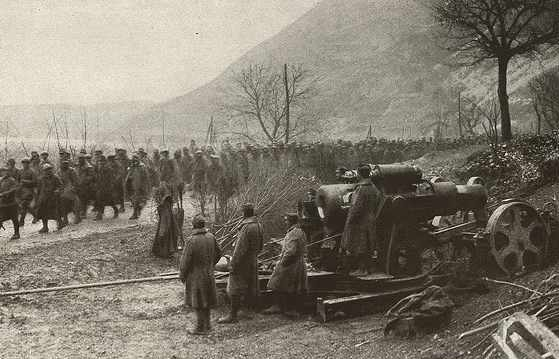
Coloană cu prizonieri români și trupe ale bateriei austriece de 30.5 cm

Comanda trupelor germano-austriece din Transilvania era acum asigurată de Falkenhayn (demis din funcția de  șef al Statului Major). El a declanșat propria ofensivă pe 18 septembrie. Primul atac a fost declanșat împotriva Armatei I română lângă orașul Hațeg. Atacul a oprit avansarea românilor. După opt zile, două divizii de vânători de munte germani aproape că au reușit să taie coloanele române în marș lângă Sibiu. În urma bătăliei de la Sibiu trupele române au fost nevoite să se retragă în munți, iar germanii au reușit să ocupe Pasul Turnu Roșu. Pe 4 octombrie Armata a II-a română a atacat forțele germane la Brașov, dar a fost respinsă, fiind nevoită să se retragă. Armata a 4-a, care acționa în nordul țării, s-a retras în condițiile în care armata austriacă exercita o presiune moderată asupra sa, astfel că, pe 25 octombrie, armata română se afla cu toate efectivele înapoi în interiorul granițelor naționale. 

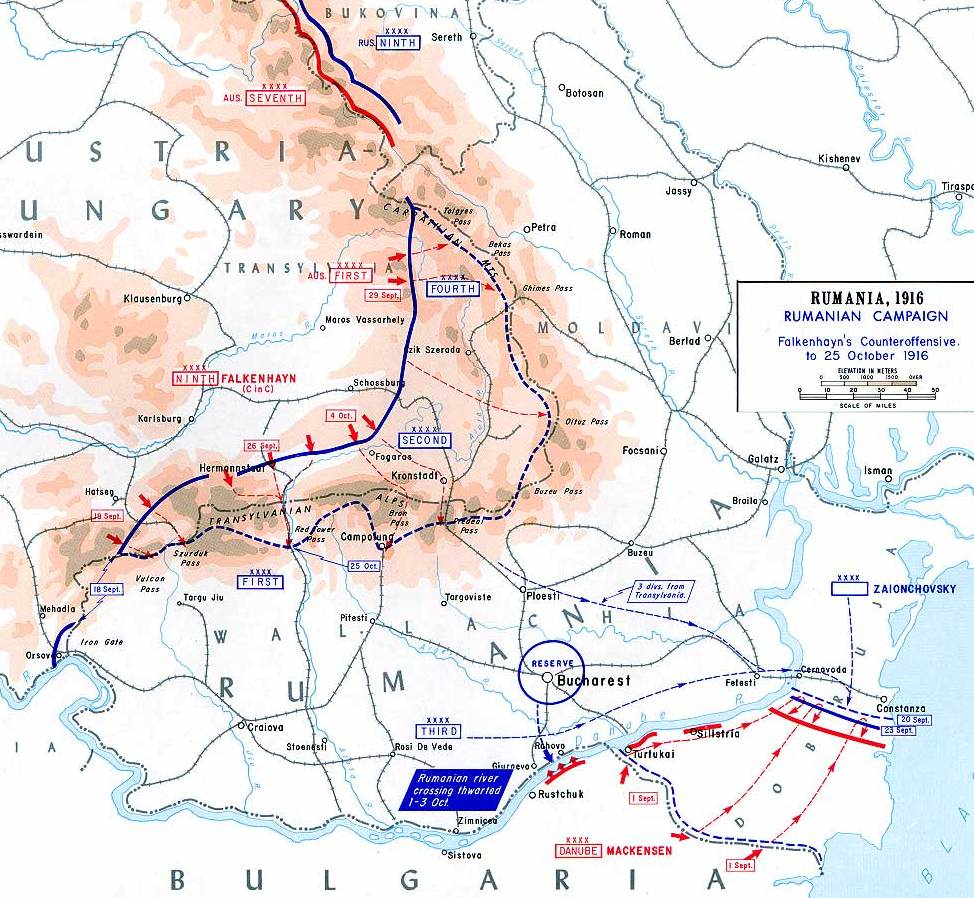
Contraatacul Puterilor Centrale, septembrie-octombrie 1916